# Wilhelm Silvanus
Wilhelm Silvanus (* 2. September 1927 in Lisdorf, heute Saarlouis; † 23. Dezember 1999) war ein deutscher Politiker (CDU, SPD).

## Leben und Wirken
Silvanus besuchte die Volksschule und das humanistische Gymnasium Saarlouis. Gegen Ende des Zweiten Weltkriegs wurde er zum Luftwaffenhelfer einberufen. Nach dem Krieg besuchte er das bischöfliche Konvikt und das Max-Planck-Gymnasium in Trier. Dort holte er auch sein Abitur nach. Daraufhin trat er in den Orden der Weißen Väter ein und begann, katholische Theologie zu studieren. Im Rahmen dessen leistete er sein Noviziat in einer Missionsstation in Afrika ab. 1952 brach er sein Theologiestudium ab und studierte in Saarbrücken Volkswirtschaften. Er engagierte sich als Vorsitzender der katholischen Studentengemeinde und in prodeutschen Studentengruppen, ferner für die Rückkehr des Saarlandes in die Bundesrepublik Deutschland, außerdem gründete er die Ortsgruppe der Jungen Union in Lisdorf. 1954 wechselte er an die Universität Bonn, wo er zwei Jahre später das Examen zum Diplom-Volkswirt bestand. In dieser Zeit kehrte er in seinen Heimatort Lisdorf zurück und trat eine Arbeitsstelle im saarländischen Finanzministerium an. 1957 trat er aus der CDU aus und trat drei Jahre später der SPD bei, in der er Vorsitzender der Jusos in Saarlouis sowie eines Unterbezirks der SPD war. 1962 wechselte er in die Arbeitskammer, wo er als Referent für Wirtschafts- und Finanzpolitik tätig war.
1964 wurde Silvanus erstmals in den Stadtrat von Saarlouis gewählt; dort war er Vorsitzender der Fraktion der SPD und ehrenamtlich als Finanzbeigeordneter tätig. Eine Zeit lang wurde er mit der Leitung der Stadtverwaltung beauftragt. Ab 1968 gehörte er auch dem Kreistag des Landkreises Saarlouis an, in dem er Vorsitzender der SPD-Fraktion war. 1965 wurde er erstmals in den Saarländischen Landtag gewählt, dem er zwanzig Jahre lang angehörte. In dieser Zeit war er Sprecher für Haushalts- und Finanzfragen und später stellvertretender Vorsitzender der Fraktion der SPD. 1985 verzichtete er auf eine erneute Kandidatur. In seiner politischen Zeit war Silvanus maßgeblich an der Entwicklung seiner Heimatstadt Saarlouis beteiligt. 1990 zog er sich nach einer Reihe innerparteilicher Differenzen aus der Politik zurück, 1996 trat er aus der SPD aus.
Silvanus heiratete 1963 Marianne Thull; das Paar hatte einen Sohn und drei Töchter. Er wurde am 28. Dezember 1999 auf dem Friedhof in Lisdorf beigesetzt. 